# 阿希齊克湖
阿希齊克湖（白俄羅斯語：Ашыцік）是白俄羅斯的湖泊，位於烏沙奇以東26公里，由維捷布斯克州負責管轄，長0.32公里、寬0.15公里，面積0.04平方公里，湖岸線長度約0.89公里，最大水深7.7米。